# Brauhaus Meißen

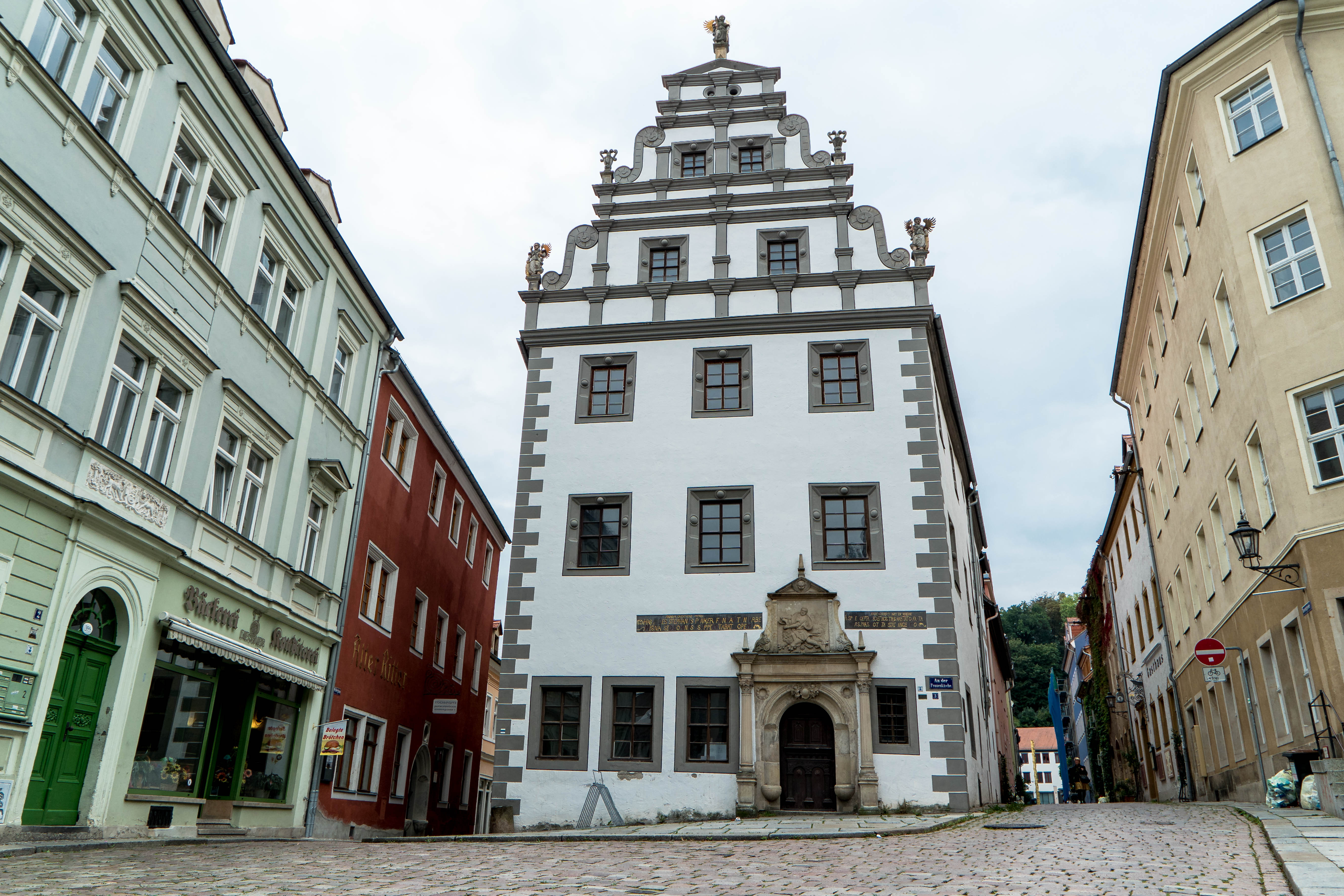
Brauhaus Meißen

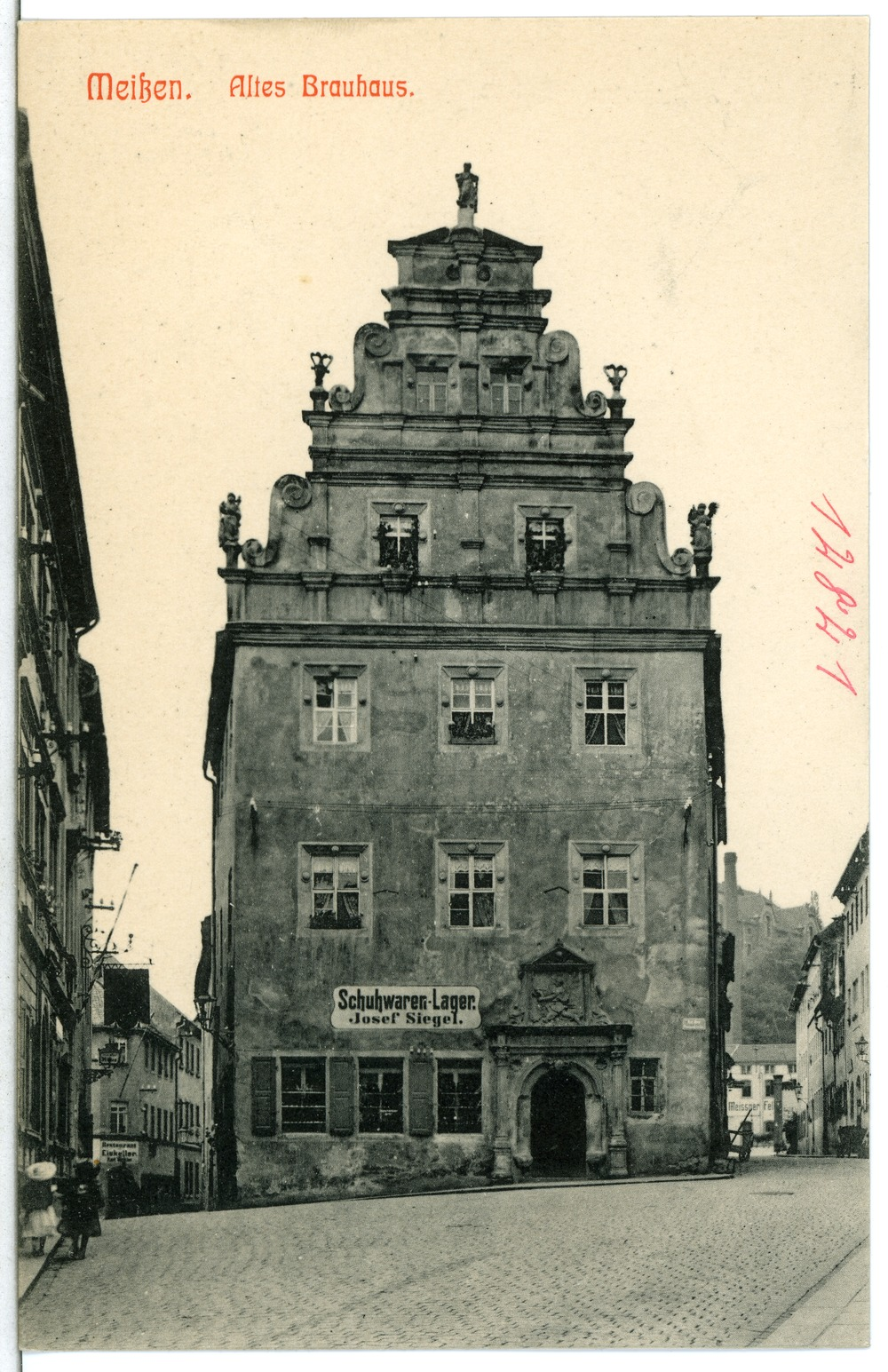
Brauhaus Meißen 1911

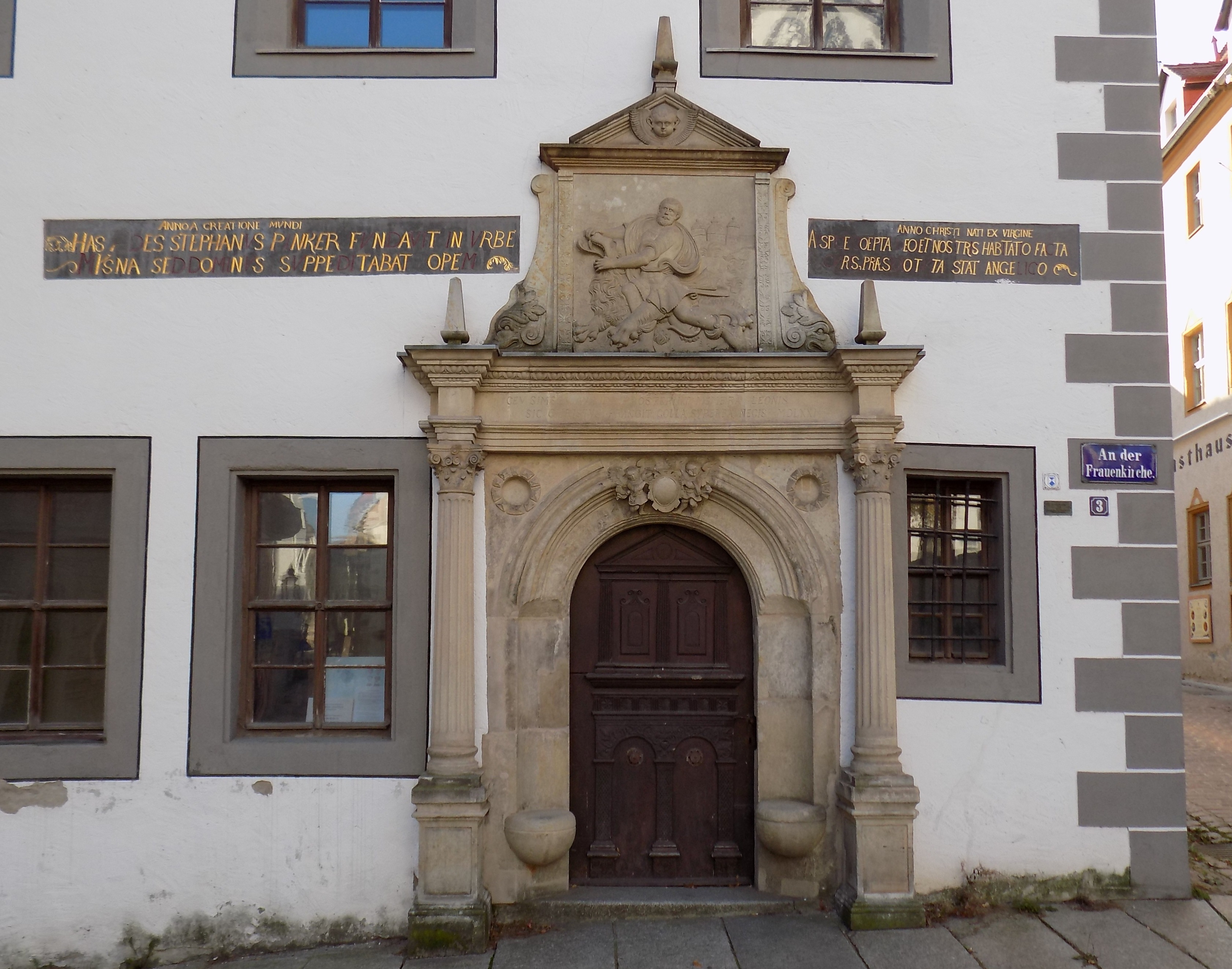
Portal

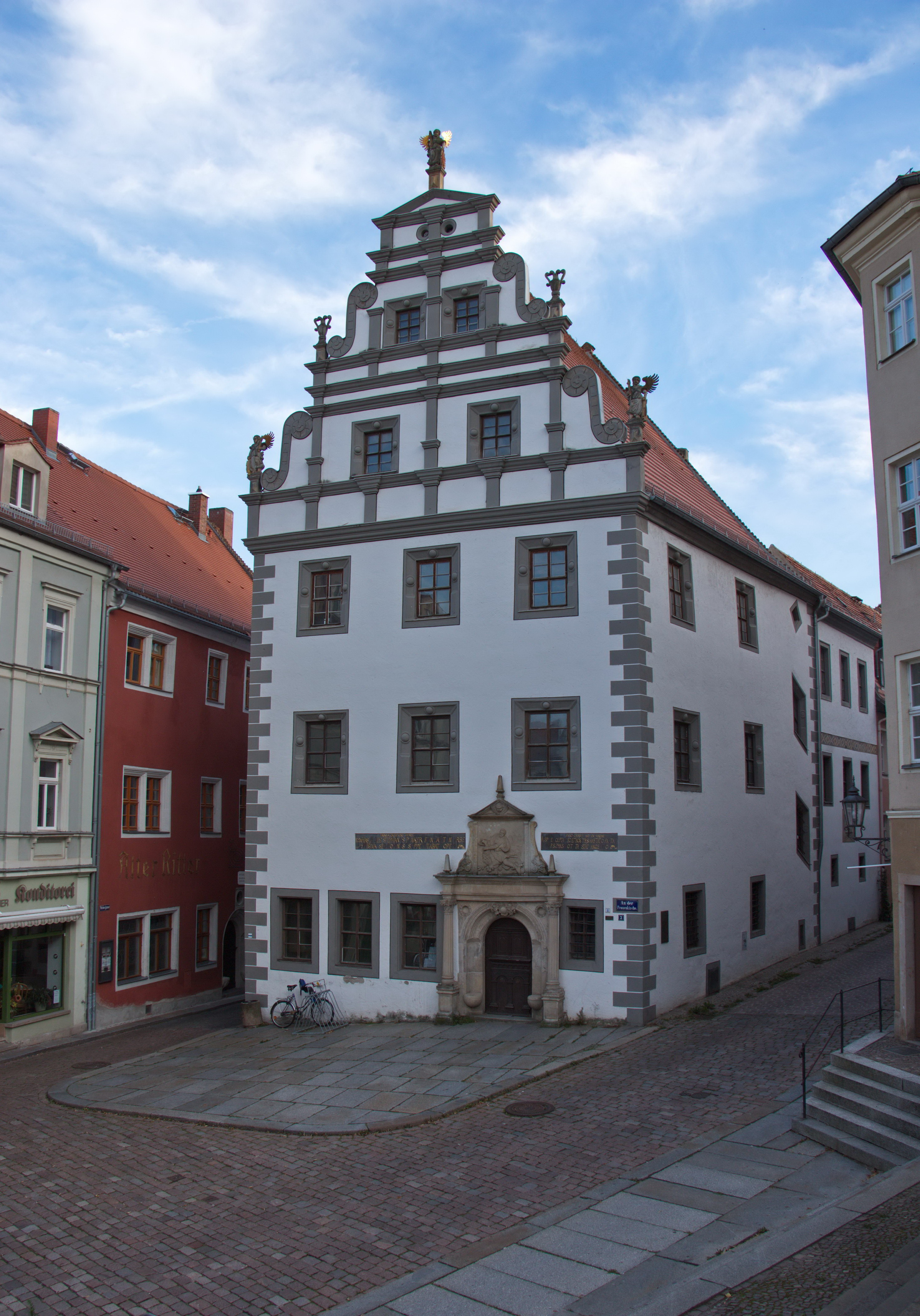
Eckansicht, Seitenflügel mit Treppenhausfenstern

Das Brauhaus Meißen ist ein Bauwerk der Renaissance auf dem Grundstück An der Frauenkirche 3 in der Altstadt von Meißen in Sachsen.

## Geschichte
Das Bahrmannsche Brauhaus zu Meißen wurde auf gotischen Grundmauern im Jahr 1570 erbaut. Die erste urkundliche Erwähnung des Platzes oder Gebäudes geht auf das Jahr 1460 zurück. Bekanntheit erlangte das Brauhaus bis zuletzt durch die Vorfahren des heutigen Besitzers, die bis zum Ende des 19. Jahrhunderts noch Bier in dem Gebäude brauten. Das Brauhaus ist zentral an der Frauenkirche im Stadtzentrum gelegen, in der Nachbarschaft befindet sich das Renaissancehaus Webergasse 1 (Alter Ritter).
Lange Zeit wurde das Gebäude von der Schwerter-Brauerei genutzt. Aus Gründen der Brandgefahr wurde ein steinernes Gebäude als Brauhaus verwendet. Gleichzeitig konnte das Grundstück gut vom Turm der benachbarten Frauenkirche eingesehen werden, sodass ein Brand vom Türmer schnell gemeldet werden konnte. Aus den 550 Jahren der Geschichte des Brauhauses ist kein einziger Brand überliefert.
Im Jahr 1831 führte die sächsische Regierung liberale Regelungen zur Förderung von Industrie und Gewerbe ein, wobei sich mehrere Brauereien in der Stadt etablierten. Das Brauhaus ging an den Brau- und Malzmeister Johann Gotthelf Mühlberg und seinen Sohn, die jedoch aufgrund geschäftlichen Misserfolgs das Brauhandwerk aufgaben.
Im Jahr 1868 ging das Gebäude bei einer Versteigerung an Eduard Bahrmann, dessen Namen dieses Meißner Bürgerhaus bis heute trägt. Als Bierbrauer beherrschte er sein Handwerk gut und entwickelte neue Biersorten neben dem bekannten Meißner Braunbier. Mit seiner Brauerei trug er zum wirtschaftlichen Aufschwung in den 70er und 80er Jahren des 19. Jahrhunderts bei. Ständig vergrößerte er sein Gewerbe und baute in anderen Gebäuden weiter aus.
Anfang des 20. Jahrhunderts zogen sich die Brüder Bahrmann zurück und der Betrieb wurde in Schwerter-Brauerei umbenannt. Mehrere Immobilien und ein Gastronomiebetrieb gehören zu diesem Unternehmen. Allerdings erfolgte im Jahr 1913 ein größerer Umbau des Gebäudes zu Wohnzwecken. 
Eine Außenrenovierung wurde in den Jahren 1983/1984 vorgenommen. Heute erinnern noch die weiten und kühlen Keller sowie die großen Erdgeschosshallen an die frühere Nutzung des Gebäudes. Das repräsentative Bauwerk wurde von 1983 bis 2001 von der Meißner Verwaltung genutzt.

## Architektur
Der Grundriss des Bahrmannschen Brauhauses erstreckt sich trapezförmig zwischen der Webergasse und der Rosengasse. Der geschweifte Giebel (An der Frauenkirche) ist zum südwestlichen Marktzugang gerichtet und zeigt wie die anderen Gliederungen den Stil der Renaissance. Insgesamt besteht das Bahrmannsche Brauhaus aus einem dreigeschossigen Vorderhaus und zwei Seitenflügeln. 
Ein rundbogiges Sitznischenportal trägt über zwei korinthischen Säulen ein Gebälk mit der Inschrift und der Jahreszahl 1571. Darüber ist als Bekrönung ein Relief mit Simson und dem Löwen angeordnet, seitlich Voluten mit Delphinköpfen. Die reich geschnitzte Tür stammt vermutlich auch aus dieser Zeit. Die Fenstergewände sind mit Linsenmedaillons geschmückt. Der Keller ist mit einem Tonnengewölbe versehen, das Erdgeschoss mit Kreuzgratgewölben. Ein Wendelstein erschließt die Obergeschosse.